# Mel Galley
Mel Galley (ur. 8 marca 1948 w Cannock, zm. 1 lipca 2008) – brytyjski muzyk, były gitarzysta grupy Whitesnake. Współpracował także z zespołami Trapeze, Finders Keepers i Phenomena.
7 lutego 2008 roku ujawnił, że cierpi na nowotwór złośliwy, którego nie da się usunąć. Zmarł 1 lipca 2008.

## Dyskografia
Z Finders Keepers
- „Sadie, The Cleaning Lady” (singel)

Z Trapeze
- Trapeze 1970
- Medusa
- You Are the Music...We're Just the Band
- The Final Swing
- Hot Wire
- Live At The Boat Club
- Trapeze 1976
- Hold On a.k.a. Running
- Live in Texas: Dead Armadillos
- Welcome to the Real World
- High Flyers: The Best of Trapeze
- Way Back to the Bone
- On the Highwire

Z Glennem Hughesem
- Play Me Out

Z Whitesnake
- Saint & Sinners
- Slide It In

Z Phenomeną
- Phenomena
- Phenomena II „Dream Runner”
- Phenomena III „Inner Vision”
- Psychofantasy